# Altinote testacea
Altinote testacea är en fjärilsart som beskrevs av Osbert Salvin och Frederick DuCane Godman 1868. Altinote testacea ingår i släktet Altinote och familjen praktfjärilar. Inga underarter finns listade i Catalogue of Life.